# قتير
غتير (بالتركية:Getir, وتترجم حرفياً إلى إحضار) هي شركة تركية ناشئة تأسست في 2015 تقدم خدمة توصيل الطعام وغيرها عبر الإنترنت  من خلال تطبيق غتير. تقدم الشركة خدماتها في دول أوروبية مختلفة وفي مقدمتها تركيا.

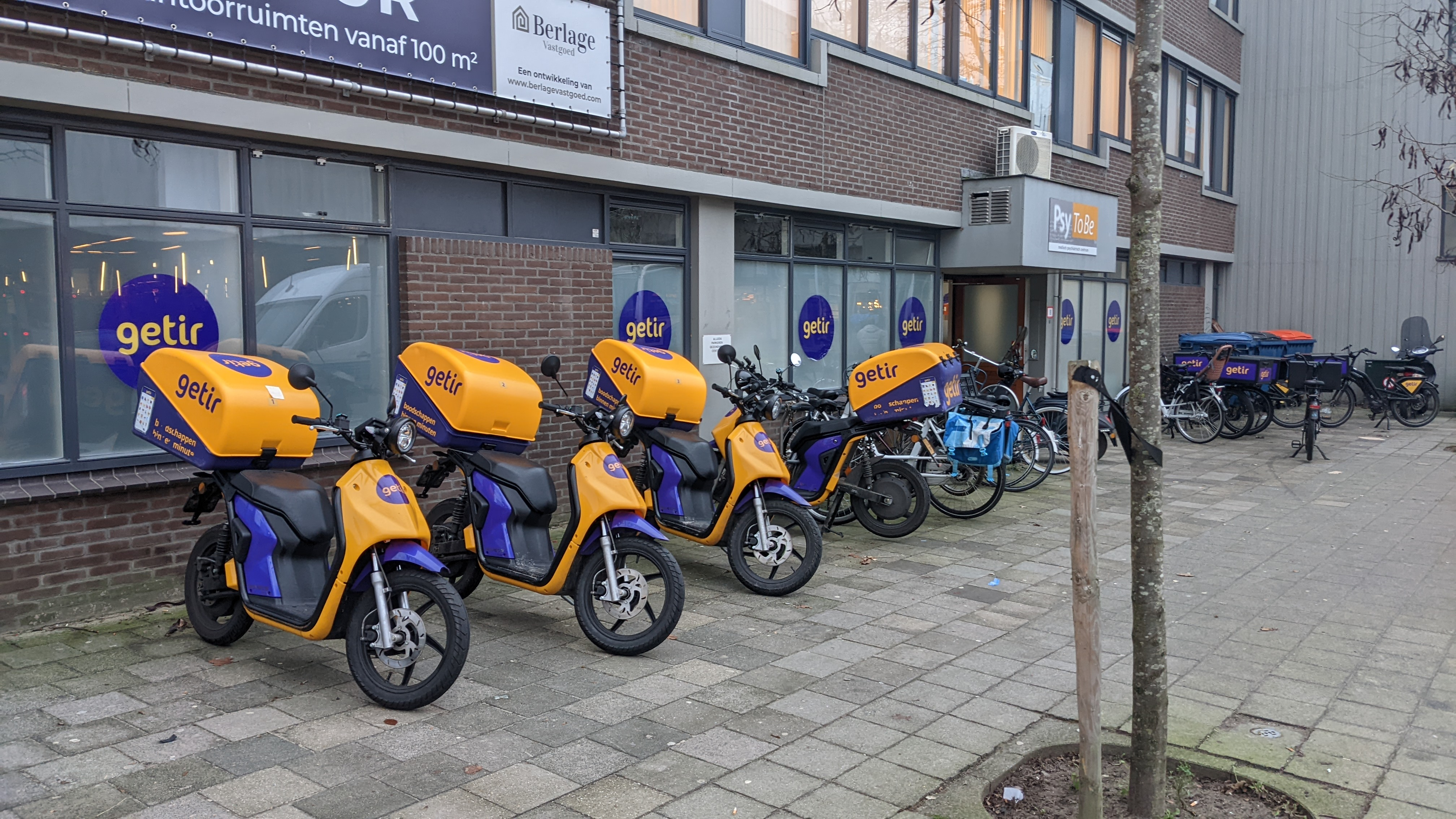
سيارات غتير الكهربائية في روتردام

## نطاق خدمات غتير
اعتبارًا من نوفمبر 2021 ، يتم تقديم خدمات غتير في جميع مدن المقاطعات التركية البالغ عددها 81 ، و 15 مدينة في المملكة المتحدة ، و 15 مدينة هولندية ، و 7 مدن ألمانية ، و 9 مدن فرنسية ، و 6 مدن إسبانية ، و 3 مدن أمريكية ، ومدينة برتغالية واحدة ، و 3 مدن إيطالية.

## وصلات خارجية
موقع قتير الرسمي على الإنترنت